# Peter Brook
Peter Stephen Paul Brook (ur. 21 marca 1925 w Londynie, zm. 2 lipca 2022 w Paryżu) – brytyjski reżyser teatralny, filmowy oraz operowy, a także pisarz i producent, pochodzenia żydowskiego. Twórca Międzynarodowego Ośrodka Poszukiwań Teatralnych i jeden z najważniejszych twórców teatralnych XX wieku. Początkowo związany z teatrami brytyjskimi (m.in. West Endem i Royal Shakespeare Theatre), od lat 70. pracował w Paryżu, gdzie zaadaptował opuszczony Teatr Bouffes du Nord.

## Życiorys i twórczość
Wykształcenie odebrał w Westminster School i Gresham’s School oraz na Uniwersytecie Oksfordzkim. W 1941 rozpoczął współpracę z Shakespeare Memorial Theatre, który później przekształcił się w Royal Shakespeare Theatre (zarządzany przez powstałą w 1961 Royal Shakespeare Company). Pierwszą sztukę − Doktora Faustusa Christophera Marlowe’a − wystawił w 1943 roku. W RSC wystawił m.in. Króla Leara, Sen nocy letniej, Miarka za miarkę Williama Shakespeare’a i Marat/Sade. Jednym z jego najgłośniejszych spektakli w tamtym czasie był Tytus Andronikus (1955), z którym Brook odbył europejskie tournée (obejmującym również Warszawę).
W 1971 utworzył wraz z Micheline Rozan Międzynarodowy Ośrodek Poszukiwań Teatralnych, a w 1974 objął paryski Théâtre des Bouffes du Nord, w którym wyreżyserował m.in. spektakle: Tymon Ateńczyk, Ubu w Bouffes, Miarka za miarkę, Tragedię Hamleta, Wielki Inkwizytor, Tierno Bokar, Fragmenty, Sizwe Banzi nie żyje, 11 and 12, Dlaczego, dlaczego, Miłość ma grzechem, Garnitur i Dolina zadziwienia.
Twórczość teatralna Brooka charakteryzowała się prostotą i dążeniem do osiągnięcia jak największej klarowności przekazu. Poprzez swoje koncepcje inscenizacyjne reżyser próbuje wyrazić poczucie i proces poszukiwania znaczeń. Wśród najważniejszych koncepcji, które wypracował i postulował Brook w ciągu swojej kariery, wymienić można ideę „pustej przestrzeni”, „teatr bezpośredni” czy „teatr uniwersalny”. Szczególne znaczenie przypisuje się jego interpretacjom tekstów Williama Shakespeare’a, którego dramaty poddawał niekiedy radykalnej rewizji, starając się odkryć na nowo znaczenie dzieł słynnego dramatopisarza, odchodząc od skonwencjonalizowanych ujęć teatralnych klasyki jego autorstwa. Twórczość i filozofia artystyczna Petera Brooka wpłynęły na wielu uznanych twórców, m.in. twórcę Teatru Laboratorium, Jerzego Grotowskiego.
Jednym z ważniejszych wątków działalności Brooka był tzw. teatr wielokulturowy, odnoszący się do przekonania o wtórności kulturowych podziałów i form teatralnych wobec uniwersalnego doświadczenia duchowego. Bazując na tym założeniu Brook podejmował rozmaite próby tworzenia pomostu między Wschodem a Zachodem, czego wyrazem są spektakle takie jak: Konferencja ptaków (1979) według perskiego poematu mistycznego czy Mahabharata (1985), będąca adaptacją znanego indyjskiego eposu. Inną formą działalności teatru wielokulturowego były projekty teatralne w południowej Afryce, które skutkowały nie tylko kształtowaniem tamtejszych środowisk artystycznych, ale także wprowadzaniem afrykańskich wpływów do teatru europejskiego.
Oprócz spektakli teatralnych Brook reżyserował również opery. Jego dorobek w tej dziedzinie obejmuje: La Bohème, Borysa Godunowa, Olimpijczyków, Salome i Wesele Figara w londyńskiej Covent Garden, Fausta i Eugeniusza Oniegina w Metropolitan Opera House w Nowym Jorku, Tragedię Carmen i Peleasa – Impresje w Teatrze Bouffes du Nord, Don Giovanniego na zamówienie festiwalu w Aix-en-Provence.
W 1991 został nagrodzony Nagrodą Kioto w dziedzinie sztuki i filozofii.

## Związki z Polską
W spektaklach Brooka występowali także polscy aktorzy: Nina Polan, Andrzej Seweryn i Ryszard Cieślak. Ponadto asystentem reżysera w latach 1992–1993 był Krzysztof Warlikowski. Sam reżyser przyjaźnił się z Jerzym Grotowskim, którego w latach 60. zapraszał dwukrotnie do Londynu. Spektakle Brooka z lat 50. wywarły istotny wpływ na rozwój myśli teatralnej Grotowskiego, którego twórczość z kolei na forum międzynarodowym komentował Brytyjczyk.
W latach 1991–2009 Brook sześciokrotnie odwiedzał Wrocław na zaproszenie Ośrodka i Instytutu im. Jerzego Grotowskiego, pokazując spektakle Garnitur, Tierno Bokar (2005), Wielki Inkwizytor (2007), Fragmenty (2009) oraz 11 and 12 (zrealizowany w koprodukcji z Instytutem im. Jerzego Grotowskiego), Pole bitwy (w ramach Olimpiady Teatralnej 2016), a także The Prisoner w jego reżyserii i wieloletniej współpracowniczki i Marie-Hélène Estienne prezentowany w ramach Warszawskich Spotkań Teatralnych oraz otwarcia Piekarni i inauguracji działalności Centrum Sztuk Performatywnych Instytutu im. Jerzego Grotowskiego (kwiecień 2019).
24 maja 2004 Uniwersytet im. Adama Mickiewicza przyznał mu tytuł doktora honoris causa.
W 2008 został odznaczony Złotym Medalem „Zasłużony Kulturze Gloria Artis”.

## Publikacje
Peter Brook miał na swoim koncie także wiele wydawnictw książkowych. Za najważniejszą z nich uznawana jest praca The Empty Space z 1968 roku (wyd. polskie: Pusta przestrzeń Wydawnictwo Artystyczne i Filmowe 1977 i 1981), która współtworzyła kanon współczesnej myśli teatralnej. W języku polskim ukazały się także wydane nakładem Ośrodka i Instytutu Grotowskiego: Ruchomy punkt. Czterdzieści lat poszukiwań teatralnych 1946–1987 (2005), Wywołując i zapominając Szekspira (2006) oraz Z Grotowskim. Teatr jest tylko formą (1. wyd. 2007, 2. wyd. 2 popr. 2015).
Wszystkie książki Brooka (z wyjątkiem autobiograficznej Threads of Time) opierają się na prowadzonych przez niego warsztatach, dyskusjach i spotkaniach, co wynika z wagi przykładanej do twórczej współpracy, zajmującej istotne miejsce w filozofii sztuki wypracowanej przez Brooka.

## Nagrody i nominacje
| Rok  | Nagroda                                    | Kategoria                                              | Za                           | Wynik     |
| ---- | ------------------------------------------ | ------------------------------------------------------ | ---------------------------- | --------- |
| 1963 | Festiwal Filmowy w Cannes                  | Złota Palma                                            | Władca much                  | Nominacja |
| 1960 | Festiwal Filmowy w Cannes                  | Złota Palma                                            | Moderato cantabile           | Nominacja |
| 1968 | Międzynarodowy Festiwal Filmowy w Wenecji  | Złoty Lew                                              | Tell Me Lies                 | Nominacja |
| 1979 | Międzynarodowy Festiwal Filmowy w Berlinie | Złoty Niedźwiedź                                       | Meetings with Remarkable Men | Nominacja |
| 1959 | Nagroda Tony                               | Najlepsza reżyseria w musicalu lub sztuce dramatycznej | The Visit                    | Nominacja |
| 1961 | Nagroda Tony                               | Najlepsza reżyseria w musicalu                         | Irma La Douce                | Nominacja |
| 1966 | Nagroda Tony                               | Najlepsza reżyseria w sztuce dramatycznej              | Marat/Sade                   | Wygrana   |
| 1971 | Nagroda Tony                               | Najlepsza reżyseria w sztuce dramatycznej              | Sen nocy letniej             | Wygrana   |